# DJ Goldfingers
DJ Goldfingers est un disc jockey et producteur de hip-hop français. Il est surnommé par la presse spécialisée comme le « DJ aux doigts d'or ».

## Biographie
Il découvre le hip-hop en écoutant Dee Nasty sur Radio Nova. Adolescent, il apprend à mixer avec son ami danseur Xavier, tout en gravitant autour du groupe de danse Aktuel Force et en s'intéressant à la danse, au graffiti, au rap. Mais ce sera finalement dans le DJing qu'il persévèrera. Concernant ses débuts de carrière, il explique « Tout petit, j’ai gravité autour de la compagnie de danse Aktuel Force, dont faisaient partie des pionniers du hip-hop en France. Alors j’ai commencé par la danse logiquement, j’ai eu ma vague tag et graff aussi mais j’ai finalement trouvé ma voie dans le Djing. Ma première mixtape est sortie en 1995, puis j’ai signé en major 1997 chez Motown pour la célèbre compil Motown New Flavas (vol. 2) ». Parallèlement a ça, j’étais le DJ de Busta Flex aussi dès 1996. » En 1992 à la faculté de Seine Saint-Denis, où il proposait un set lors d'un festival, il rencontre Busta Flex avec qui il se lie d'amitié au point de devenir son scratcheur attitré sur la scène.
En 1995, DJ Goldfingers publie plusieurs mixtapes, et en 1997 fonde avec DJ Kost, DJ Poska et DJ Doze le collectif de DJs La Face B, plus tard renommé Double Face, et commence à s'associer à Lord Chamy avec qui il travaille ses compositions. Il publie la compilation Double face qui sera par la suite certifié disque de platine. En 1998, il participe à la tournée 93 Party, organisée par le groupe NTM, aux côtés de Busta Flex, Zoxea, Lord Kossity, Sully Sefil, Kool Shen, Joey Starr et les DJ Naughty J et James. De 1998 à 2000 il présente Hip-Hop Show sur Ado FM. Il présente ensuite une émission avec DJ Kost sur Skyrock, et plus tard encore sur Radio FG avec DJ Doze et Toy. 
En 2001, il compose avec Lord Chamy la bande originale du film La Tour Montparnasse infernale du duo Eric et Ramzy. Il publie le quatrième volet de sa série d'albums Double face le 19 février 2002. En 2004, il publie avec DJ Kim le single promotionnel Des 2 côtés, qui atteint la 22e place des classements français le 7 juin 2004. En 2007, il est annoncé à La Cave du Roi de Quimper.
En juin 2015, il est annoncé à l’Impala d’Aubergenville, dans les Yvelines. En décembre 2015, il publie un nouveau single intitulé SubBass avec MC Stik-E.

## Discographie

### EPs
- 1998 : Double face (avec DJ Kost)
- 2001 : Double face 3
- 2002 : Double face 4
- 2003 : Double face 5 - Inédits français (hip hop)

### Compilations
- 2004 : Des 2 côtés (avec DJ Kim)
- 2006 : Les yeux dans la banlieue
- 2015 : Suprême funk Vol. 1